# Ковригина, Мария Дмитриевна
Мари́я Дми́триевна Коври́гина (23 июня [6 июля] 1910, Камышловский уезд, Пермская губерния — 12 марта 1995, Москва) — советский врач, доктор медицинских наук (1945), профессор (1950); министр здравоохранения РСФСР (1950—1953) и СССР (1954—1959). Стала первой женщиной министром в советской истории (с учётом наркомов – третьей после Молотовой и Землячки). 

## Биография
Мария Ковригина родилась 23 июня (6 июля) 1910 года или 6 (19) июля 1910 года в крестьянской семье в селе Троицком Катайской волости Камышловского уезда Пермской губернии, с 12 февраля 1944 года село вошло в состав города Катайска, ныне город — административный центр Катайского муниципального округа Курганской области. Была седьмым ребёнком. Русская.
В 1922 году окончила Троицкую четырёхлетнюю школу, затем училась в Катайской школе-семилетке, окончила 6 классов. В 1924 году вступила в комсомол, руководила пионерским отрядом в селе Троицком. С мая 1926 года обучалась на окружных курсах работников детских домов в городе Шадринске, а по окончании учёбы стала председателем бюро юных пионеров; организовала первый в районе пионерский лагерь. В 1926—1927 годах работала в райкомах ВЛКСМ в сёлах Катайском и Далматово (ныне города), была секретарём комсомольской организации. В 1927 году в Далматово завоевала первую премию на конкурсе чтецов-декламаторов. С декабря 1929 года по январь 1931 года была членом правления сельскохозяйственной артели «Боец» в родном селе.
В январе 1931 года, по рекомендации комсомола, поступила на 3 курс медицинского рабфака города Свердловска. В том же году с отличием окончила вечернее отделение рабфака Свердловского медицинского института и была принята в медицинский институт, в 1936 года окончила Свердловский медицинский институт по специальности «Врач-лечебник». За время учёбы была комсомольским секретарём курса, секретарём Комитета ВЛКСМ института.
В декабре 1931 года вступила в ВКП(б), в 1952 году партия переименована в КПСС.
По путевке Наркомздрава направлена в городскую больницу города Челябинска на работу врачом-ординатором, но руководством Облздравотдела оставлена в аппарате на должности лечебного инспектора и заместителя начальника лечебно-профилактического отдела, где проработала до февраля 1940 года.
С октября 1939 года по июль 1941 года, после окончания курсов в Казанском институте усовершенствования врачей имени В. И. Ленина, работала по совместительству в городской больнице врачом-невропатологом.
С февраля 1940 года — инструктор, затем руководитель отдела кадров народного образования и здравоохранения Челябинского обкома ВКП(б).
После начала Великой Отечественной войны, с 3 июля 1941 года работала в должности заместителя председателя исполнительного комитета Челябинского областного Совета депутатов трудящихся по вопросам здравоохранения, народного образования, социального обеспечения и культуры; отвечала также за создание эвакогоспиталей, приём и размещение эвакуированных, в том числе из блокадного Ленинграда. За спасение детей, эвакуированных из Ленинграда, была награждена медалью «За оборону Ленинграда».
С 22 сентября 1942 года — заместитель наркома (с марта 1946 года — министра) здравоохранения СССР; руководила отделом акушерско-гинекологической помощи и управлением лечебно-профилактической помощи детям, отвечала за восстановление сети учреждений здравоохранения на освобождённой территории. Её с дочерью подселили в пятикомнатную квартиру Анны Аллилуевой, старшей сестры жены Сталина, жившей в Доме на набережной. В 1947 году Ковригины переехали в трехкомнатную квартиру на Большую Калужскую улицу.
Со 2 декабря 1950 года — министр здравоохранения РСФСР. В феврале 1951 года избрана депутатом Верховного Совета РСФСР. Член ЦК КПСС с октября 1952 года (избрана на XIX съезде партии).
С февраля 1953 года — первый заместитель министра здравоохранения СССР. С 1 марта 1954 по 12 января 1959 года — министр здравоохранения СССР. В марте 1954 года избрана депутатом Совета Национальностей Верховного Совета СССР от Коми АССР. В феврале 1956 года на XX съезде КПСС повторно избрана членом ЦК КПСС.
За время работы в органах управления здравоохранением добилась:
- подписания указа Президиума Верховного Совета СССР «Об отмене запрещения абортов» (23 ноября 1955 года);
- подписания указов о материальной помощи многодетным и одиноким матерям, о присвоении званий «Мать-героиня», о награждении орденами «Материнская Слава», медалями материнства;
- увеличения отпуска по беременности и родам до 112 календарных дней (1956);
- установления длительности лечения больных туберкулёзом в специальных диспансерах до одного года, определения для них льгот и права на отдельную жилплощадь;
- организовала научную экспедицию с целью проверки уровня радиации на территориях, близких к полигонам. С результатами исследований были ознакомлены члены секретариата ЦК КПСС. После этого испытания ядерного оружия стали проводиться только на специальных полигонах (Новая Земля, в пустынных районах Казахской ССР), и под землей.

С апреля 1959 года по апрель 1986 года — директор, ректор Центрального института усовершенствования врачей.
Была членом пленума и президиума Комитета советских женщин, членом исполкома Союза обществ Красного Креста и Красного полумесяца СССР, членом ЦК профсоюза медицинских работников. Была делегатом I и II Международных конгрессов женщин, сессий и семинаров Всемирной организации здравоохранения, дипломатической конференции по пересмотру конвенций о защите жертв войны.
Была избрана депутатом Московского городского совета депутатов трудящихся.
С августа 1986 года — персональный пенсионер союзного значения. 
Мария Дмитриевна Ковригина умерла 12 марта 1995 года. Похоронена на Кунцевском кладбище, ныне в муниципальном округе Можайский Западного административного округа города Москвы.

## Награды и признание
- Орден Ленина, 1966 год
- орден Октябрьской Революции
- Орден Трудового Красного Знамени, трижды: 1943 год, 1960 год, 1970 год
- Орден «Знак Почёта», 1945 год
- медали
  - Медаль «За оборону Ленинграда»[8]
  - Медаль «За доблестный труд в Великой Отечественной войне 1941—1945 гг.»
- Заслуженный врач РСФСР, 1960 год
- Две золотые медали ВДНХ СССР
- Командорский Крест ордена Возрождения Польши (1949) — за выдающиеся заслуги по организации здравоохранения находившихся в годы войны в СССР польских детей
- Болгарский орден
- Почётный доктор медицины honoris causa (1980, Варшава).

## Память
- На здании музея истории медицины Челябинска при ГКБ № 1 Челябинска, в котором работала М. Д. Ковригина, установлена мемориальная доска в 2005 году[9].
- На здании на Катайской районной поликлиники установлена мемориальная доска в 2011 году[10].

### Избранные труды
- Ковригина М. Д. Война и дети. — М.: Дом, 1995. — 44 с. — 1000 экз. — ISBN 5-85201-223-8.

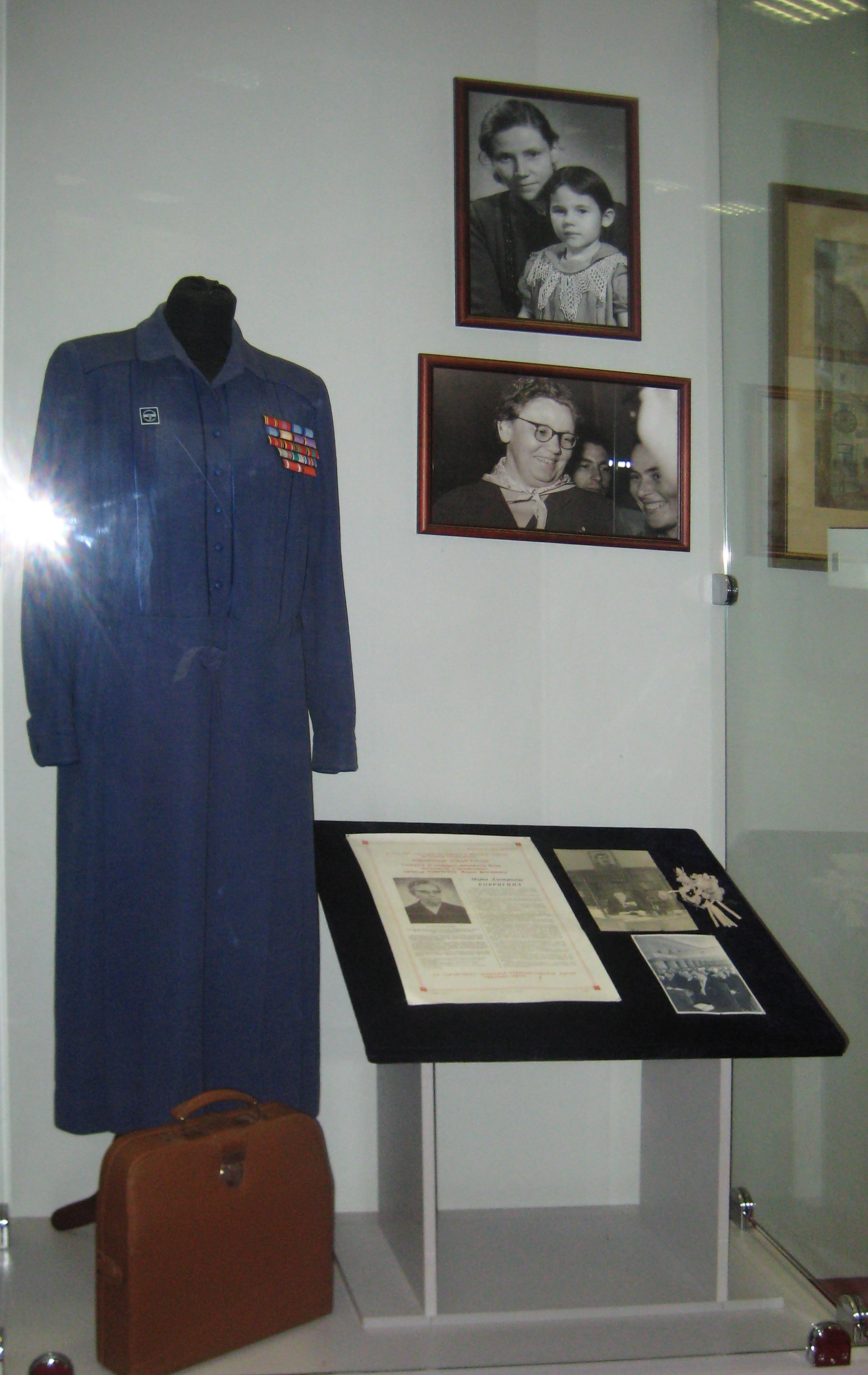
Вещи Ковригиной в Музее Москвы

Мемориальная доска на фасаде музея истории медицины Челябинска

- Ковригина М. Д. Дело всей жизни: Посвящается организаторам здравоохранения. — М.: Б. и., 1990. — 151 с. — 500 экз.
- Ковригина М. Д. В неоплатном долгу. — М.: Политиздат, 1985. — 256 с. — 100 000 экз.
- Ковригина М. Д. Достижения Центрального ордена Ленина института усовершенствования врачей за 50 лет и перспективы его развития : Актовая речь. — М.: ЦОЛИУВ, 1980. — 29 с. — 2500 экз.
- Сестра-воспитательница яслей и младших групп детских садов / Под ред. М. Д. Ковригиной. — 4-е изд., перераб. и доп. — М.: Медицина, 1977. — 560 с. — 125 000 экз.
- Ковригина М. Д. Актовая речь : Врач-организатор, его подготовка, роль и место в советском здравоохранении. — М.: ЦОЛИУВ, 1977. — 36 с. — 500 экз.

### Семья
- Отец — Дмитрий Васильевич Ковригин.
- Мать — Варвара Ивановна Ковригина.
- Братья:
  - Михаил — служил ротным фельдшером екатеринбургского военного госпиталя, участник Гражданской войны; был секретарём Катайского волостного комитета РКП(б), комиссаром земледелия;
  - Семён — участник Гражданской войны;
  - Иван — погиб в первый день войны; его дочь Светлану Мария Дмитриевна удочерила.
- Приёмная дочь — Татьяна[11].

## Интересные факты
- Дружила с Элеонорой Рузвельт, Индирой Ганди, королевой Бельгии Елизаветой, которую М. Ковригина сопровождала в поездках по СССР.
- С 1942 г. проживала в Доме на набережной, улица Серафимовича, дом 2 кв. 200[12].
- Ковригина является прототипом одного из персонажей романа «Казус Кукоцкого» Людмилы Улицкой — министра здравоохранения Конягиной. В экранизации романа эту роль исполнила актриса Людмила Полякова. «Министром здравоохранения в то время сидела немолодая женщина, опытная чиновница, партийная от пегой маковки до застарелых мозолей, к тому же — единственная женщина в правительстве. За ней с давних лет держалось прозвище Коняги, отчасти связанное со звучание её фамилии, а отчасти и с её неутомимостью и редкой способностью идти, не сворачивая, в указанном направлении».